# Goutte d'or (film)
Pour les articles homonymes, voir Goutte d'or (homonymie).
Pour plus de détails, voir Fiche technique et Distribution.
Goutte d'or est un film français réalisé par Clément Cogitore et sorti en 2022.
Il est présenté Semaine de la critique du festival de Cannes, dans la catégorie des « Séances spéciales ».

## Synopsis
Ramsès, 35 ans est un marabout exerçant dans le 18e arrondissement de Paris. L'arrivée d'enfants des rues de Tanger va déséquilibrer son activité et le quartier où il exerce...

## Fiche technique
Sauf indication contraire, les informations mentionnées dans cette section peuvent être confirmées par la base de données cinématographiques Unifrance,  présente dans la section « Liens externes ».
- Titre original : Goutte d'or
- Réalisation : Clément Cogitore
- Scénario : Clément Cogitore
- Musique : Éric Bentz
- Costumes : Isabelle Pannetier
- Décors : Chloé Cambournac
- Photographie : Sylvain Verdet
- Son : Jean Collot
- Montage : Isabelle Manquillet
- Production : Jean-Christophe Reymond
- Production associée : Amaury Ovise
- Sociétés de production : Kazak Productions ; France 2 Cinéma (coproduction) ; SOFICA Cinémage 16, Cofinova 18, Indéfilms 10
- Société de distribution : Diaphana Distribution
- Pays de production :  France
- Langue originale : français, arabe
- Format : couleur
- Genre : drame
- Durée : 98 minutes
- Dates de sortie :
  - France : 20 mai 2022 (Festival de Cannes) ; 1er mars 2023 (sortie nationale)
- Classification :
  - France : tout public avec avertissement lors de sa sortie en salles.

## Distribution
- Karim Leklou : Ramsès
- Jawad Outouia : Hachara
- Elyes Dkhissi : Chakib dit « Farel »
- Malik Zidi : Michaël
- Yilin Yang : Grace
- Elsa Wolliaston : Céleste
- Farida Ouchani : la capitaine Berthier
- Ahmed Benaïssa : Younes, le père de Ramsès
- Loubna Abidar : la mère de Chakib et Saïd
- Losseni et Lacina Sanoko : Basile
- Laure Duthilleul : la femme de la première consultation
- Elan Ben Ali : le jeune homme de la consultation
- Nada El Belkasmi : la cliente « La femme qui pleure »
- Willy L'Barge : Adama
- Raul Fokoua : Raul
- Djibril Bouhadi : Saïd dit « Frikket », le frère de Chakib

## Production

### Développement
En avril 2021, on apprend que Clément Cogitore remporte le grand prix du scénario au 34e Prix du scénario — manifestation organisée par l'entreprise Hildegarde, avec le soutien du CNC, de la Fondation David Hadida et de France Culture — pour son film Goutte d'Or, avec l'acteur Karim Leklou dans le rôle de Ramsès, et que le tournage débuterait en juin de la même année, sous la production de Kazak Productions, ainsi que la coproduction de France 2 Cinéma et la distribution de Diaphana. En mai 2021, on recherche quatre figurants enfants noirs ou métisses pour le tournage à Bordeaux (Gironde), toujours prévu en juin.

### Tournage

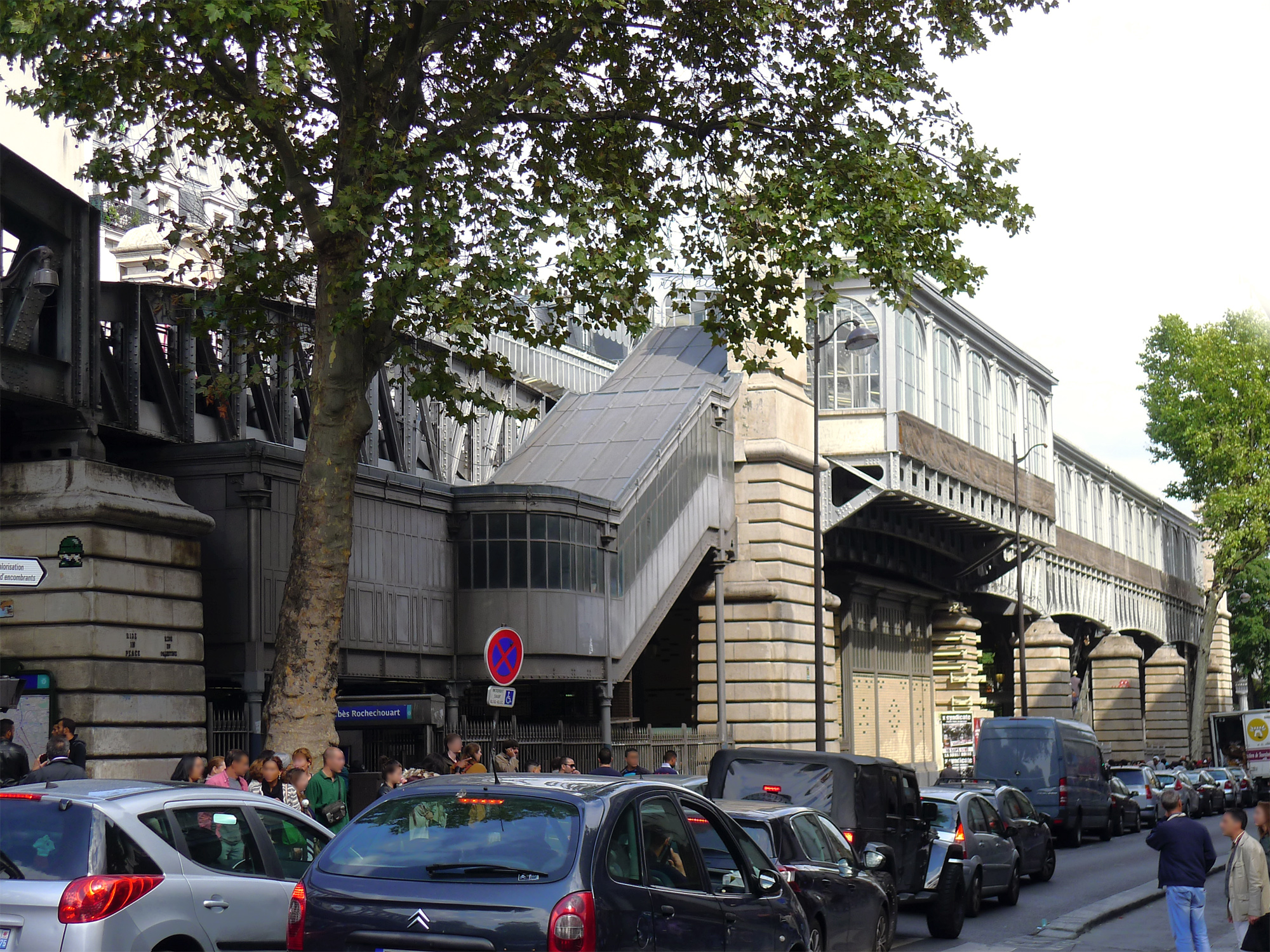
La Barbès-Rochechouart, extérieure.

Le tournage a lieu, entre le 7 et le 19 juin 2021, à Bordeaux, pour le centre-ville, le château Descas et le quai de Paludate, et à Paris, entre juin et juillet de la même année, notamment dans le 18e arrondissement, pour le quartier de la Goutte-d'Or, non loin de la station de Barbès-Rochechouart — où jadis habitait le réalisateur.

### Musique
La musique du film est composée par Eric Bentz, qui avait déjà travaillé avec Clément Cogitore pour son premier long métrage Ni le ciel ni la terre (2015).

## Accueil
En avril 2022, Goutte d'Or est sélectionné en « séances spéciales », hors compétition, à la 61e Semaine de la critique du Festival de Cannes et y projeté le 20 mai de la même année. Ce jour même, avant la projection du film, l'acteur Ahmed Benaïssa y meurt, à 78 ans, « foudroyé par un malaise », selon l'agence officielle algérienne,, à qui Clément Cogitore rend hommage : « C'était une journée comme je n'en ai jamais vécue. Ahmed Benaïssa était arrivé jeudi soir à Cannes. J'ai eu le temps de le serrer dans mes bras avant de partir pour une interview. Il devait être avec nous pour dîner, mais il ne s'est pas senti bien. Il est décédé dans la nuit, soudainement. C'était terrible, on a encore du mal à réaliser, on est tous choqué. ».

### Box-office
| Pays ou région | Box-office     | Date d'arrêt du box-office | Nombre de semaines |
| -------------- | -------------- | -------------------------- | ------------------ |
| France         | 65 571 entrées | 18 avril 2023              | 7                  |
| Total mondial  | 396 135 $      | -                          | -                  |

## Distinctions

### Récompense
- Prix du scénario 2021 : Grand prix[2],[3],[17]

### Sélections
- Festival de Cannes 2022 — Semaine de la critique : section « Séances spéciales »[1]
- Festival de films francophones Cinemania 2022 : section « Première Canadienne »[18]
- Festival international du film de Busan 2022 : section « Flash Forward »[19]